# V1157 Sagittarii
V1157 Sagittarii är en eruptiv variabel av RCB-typ (RCB) i stjärnbilden Skytten.
Stjärnan har magnitud +11,3 och når i förmörkelsefasen ner under +15,6. 